# Fokker XB-8
El Fokker XB-8 fue un bombardero construido para el Cuerpo Aéreo del Ejército de los Estados Unidos en los años 20 del siglo XX, derivado del avión de observación de alta velocidad Fokker O-27.

## Diseño y desarrollo

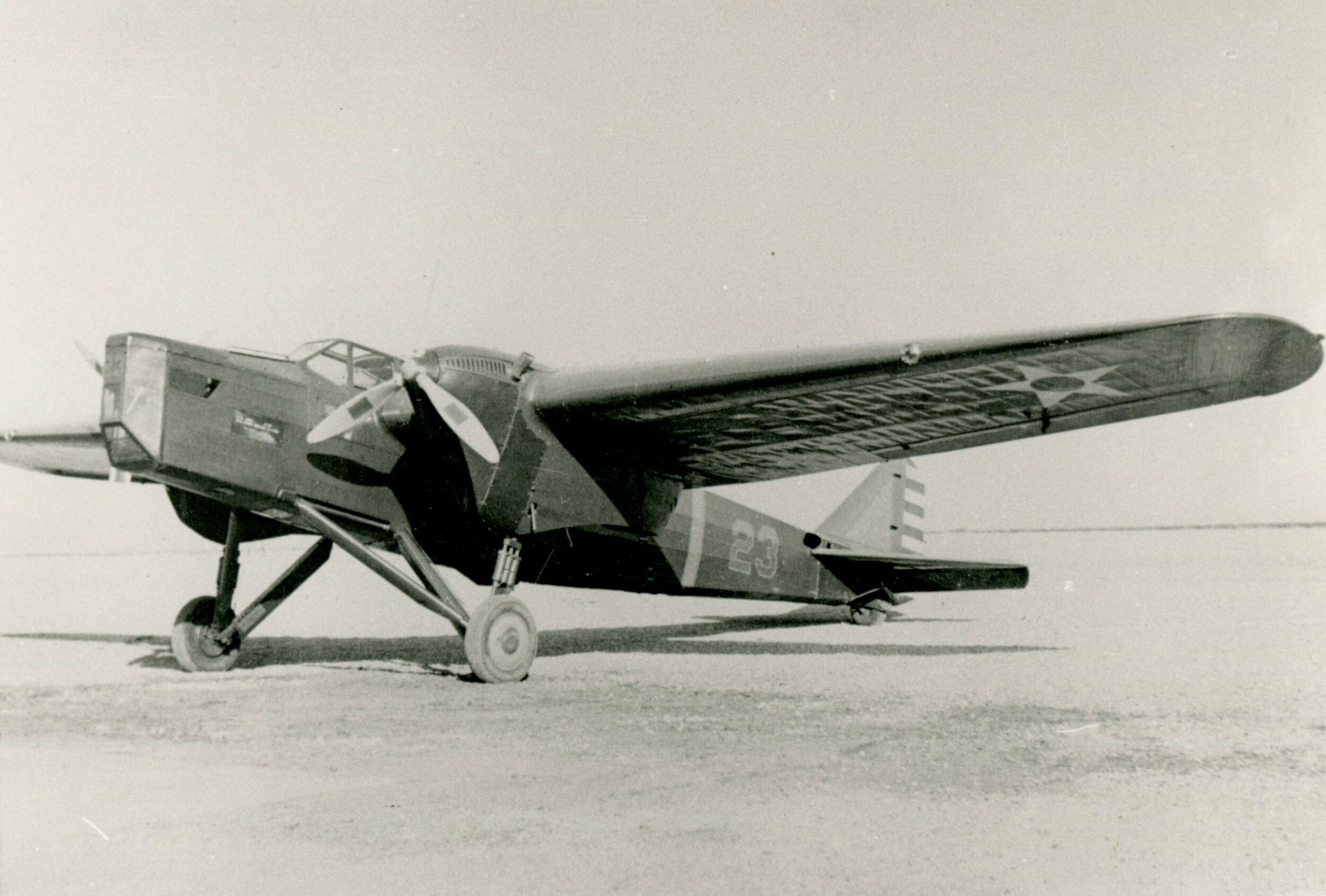
Fokker YO-27

En 1929, Fokker desarrolló un avión de observación designado Model 16. El ala estaba construida enteramente de madera, aunque el fuselaje fue construido de tubos de acero recubiertos de tela, con la excepción del morro, que tenía metal corrugado. Presentaba el primer tren de aterrizaje retráctil que equipara a un avión bombardero o de observación del Cuerpo Aéreo del Ejército. El tren se retraía eléctricamente hacia atrás, dentro de la parte trasera de las góndolas motoras, quedando las ruedas parcialmente embutidas. Los tres tripulantes (piloto y dos artilleros) se distribuían, en tándem, en cabinas abiertas. El armamento consistía en dos ametralladoras flexibles de 7,62 mm, una en la posición del morro y la otra en posición dorsal. Los motores eran dos V-12 Curtiss V-1570-9 Conqueror refrigerados por líquido.
El 19 de junio de 1929, el USAAC ordenó dos prototipos con la designación XO-27 (s/n 29-327, 29-328). Durante el ensamblaje, el segundo prototipo del XO-27 fue convertido en un prototipo de bombardero, designado XB-8. El XO-27 se probó por primera vez en Wright Field el 20 de octubre de 1930, siendo más tarde equipado con una cubierta sobre la cabina del piloto y con motores V-1570-29 con caja reductora, por lo que fue redesignado XO-27A. El 13 de mayo de 1931, se ordenaron seis Y1O-27 de pruebas de servicio (s/n 31-598 a 31-603), equipados inicialmente con Curtiss GIV-1570C Conqueror de 600 hp, aunque fueron reemplazados por unidades GIV-1570F (V-1570-29) con caja reductora, en diciembre de 1932.
Aunque el XB-8 era mucho más rápido que los bombarderos existentes, no tenía la capacidad de carga de bombas para ser considerado para la producción. El 11 de abril de 1931, fueron ordenados dos YB-8 y 4 Y1B-8, pero fueron redesignados en mitad de la producción a la configuración YO-27, muy similares a los Y1O-27.

## Historia operacional
El XB-8 compitió contra un diseño presentado por la Douglas Aircraft Company, el Y1B-7/XO-36. Ambos prometían exceder por mucho las prestaciones de los grandes bombarderos biplanos usados por el Cuerpo Aéreo del Ejército. Sin embargo, el Douglas XB-7 era marcadamente mejor en prestaciones que el XB-8, y no se construyeron más versiones del avión de Fokker.
Los Y1O-27 e YO-27 fueron entregados al USAAC entre el 15 de mayo de 1932 y el 6 de enero de 1933. Los aviones se distribuyeron entre cinco escuadrones: dos de observación, dos de bombardeo y uno de persecución. Desempeñaron principalmente tareas de vuelos de prácticas de radio, entrenamiento de navegación nocturna, y vuelos de prácticas de larga distancia a través del país. Sufrieron muchos accidentes, la mayoría debido a fallos en el tren de aterrizaje. Sin embargo, el avión era fácil de volar y sin vicios en las características de vuelo.

## Variantes
Model 16
Designación interna de la compañía.
XO-27
Prototipo de avión de reconocimiento, dos construidos (s/n 29-327, 29-328).
XB-8
El segundo prototipo de XO-27, acabado como bombardero.
XO-27A
El prototipo XO-27, modificado con motores V-1570-29.
Y1O-27
Versión de pruebas de servicio del XO-27, seis construidos (s/n 31-598 a 31-603).
YB-8
Versión de pruebas del XB-8, dos construidos, redesignados YO-27.
Y1B-8
Versión de pruebas de servicio del XB-8, cuatro construidos, redesignados YO-27.
YO-27
Redesignación de los YB-8 e Y1B-8 (s/n 31-587/592).

## Operadores
Estados Unidos
- Cuerpo Aéreo del Ejército de los Estados Unidos

## Especificaciones (XB-8)
Referencia datos: Fokker's Twilight

### Características generales
- Tripulación: Cuatro
- Longitud: 14,4 m (47,3 ft)
- Envergadura: 19,6 m (64,3 ft)
- Altura: 3,5 m (11,5 ft)
- Superficie alar: 57,5 m² (618,9 ft²)
- Peso vacío: 3112 kg (6858,8 lb)
- Peso cargado: 4824 kg (10 632,1 lb)
- Planta motriz: 2× motor lineal V-12 refrigerado por líquido Curtiss V-1570-23 "Conqueror".
  - Potencia: 450 kW (620 HP; 612 CV) cada uno.

### Rendimiento
- Velocidad máxima operativa (Vno): 260 km/h (162 MPH; 140 kt)

### Armamento
- Ametralladoras: 

  - 2 de 7,62 mm

## Aeronaves relacionadas

### Desarrollos relacionados
- Fokker YO-27

### Aeronaves similares
- Douglas Y1B-7

### Secuencias de designación
- Secuencia F._ (interna de Atlantic): ← F.11 - F.14 - AF.15 - F.16 - F.18 - F.32
- Secuencia B-_ (Bombarderos del USAAC/USAAF/USAF, 1926-1962): ← B-5 - B-6 - B-7 - B-8 - B-9 - B-10 - B-11 →
- Secuencia O-_ (Aviones de Observación del USAAC/USAAF, 1924-1942): ← O-24 - O-25 - O-26 - O-27 - O-28 - O-29 - O-30 →